# Earl

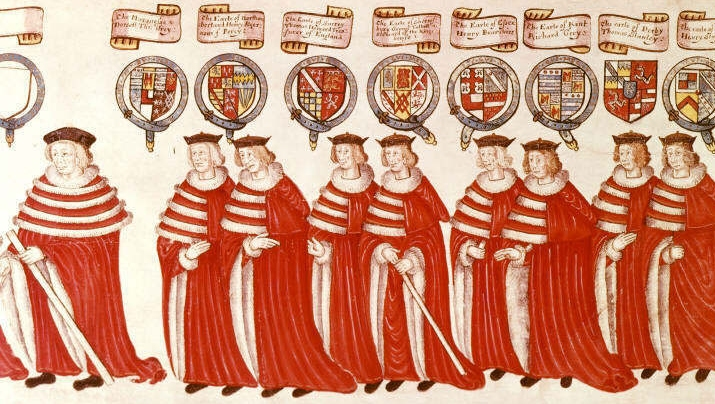
La procesión real al Parlamento en Westminster, el 4 de febrero de 1512. De izquierda a derecha: el Lord Chamberlain (marqués, a juzgar por sus cuatro orlas blancas) y detrás de él, Marqués de Dorset, Earl de Northumberland, Earl de Surrey, Earl de Shrewsbury (con bastón de mando), Earl de Essex, Earl de Kent, Earl de Derby (el único cuyo escudo no está circundado por el cinturón de la Orden de la Jarretera), Earl de Wiltshire.
Rollo de la Procesión al Parlamento, 1512. Biblioteca Británica.

El vocablo inglés earl es un título nobiliario adoptado en Inglaterra tras la conquista del rey danés Canuto II, y que corresponde al título escandinavo de jarl, equivalente a la dignidad de conde. Es el rango inmediatamente inferior al de marqués, y designa en un principio a los gobernadores de los shires o condados del Reino Unido. 
En el siglo XIX el título pasó a ser meramente honorífico, y no llevar aparejada ninguna función. Actualmente, los earls son miembros  de la  nobleza del Reino Unido. El título carece de equivalente femenino: las mujeres ostentan el título de countess (‘condesa’).

## Etimología
El término earl ha sido comparado con el nombre de la etnia de los hérulos, y con la runa erilaz.
El protonórdico eril, o el posterior nórdico antiguo jarl, se convirtió en un calificativo para el rango de un jefe.